# Strobilomyia columbiana
Strobilomyia columbiana är en tvåvingeart som beskrevs av Griffiths 2004. Strobilomyia columbiana ingår i släktet Strobilomyia och familjen blomsterflugor.
Artens utbredningsområde är British Columbia. Inga underarter finns listade i Catalogue of Life.